# 辐刺腔吻鳕
辐刺腔吻鳕（学名：Coelorhynchus divergens）为长尾鳕科腔吻鳕属的鱼类。在中国，分布于东中国海琉球海沟北部及附近等，主要栖息于水深780-1000米。该物种的模式产地在东中国海琉球海沟。